# Aeródromo de Cuautla de Huitzililla
El Aeródromo de Cuautla de Hutzililla (Código DGAC: KHU) ó Aeródromo de Cuautla es un pequeño aeródromo privado ubicado 14 kilómetros al sureste de Cuautla, en el poblado de Huitzililla, Morelos. Cuenta con una pista de aterrizaje de 1,024 metros de largo y 12.5 metros de ancho así como una plataforma de aviación de 2,000 metros cuadrados. Actualmente solo se utiliza para propósitos de aviación general, principalmente para actividades de paracaidismo por parte de la empresa Sky Dive Cuautla.